# Char siu

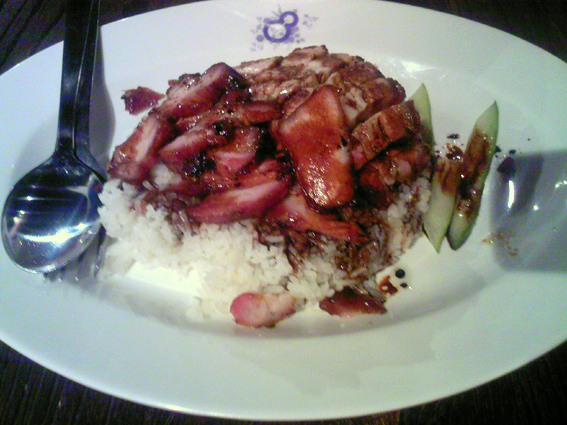
Chāshū z ryżem

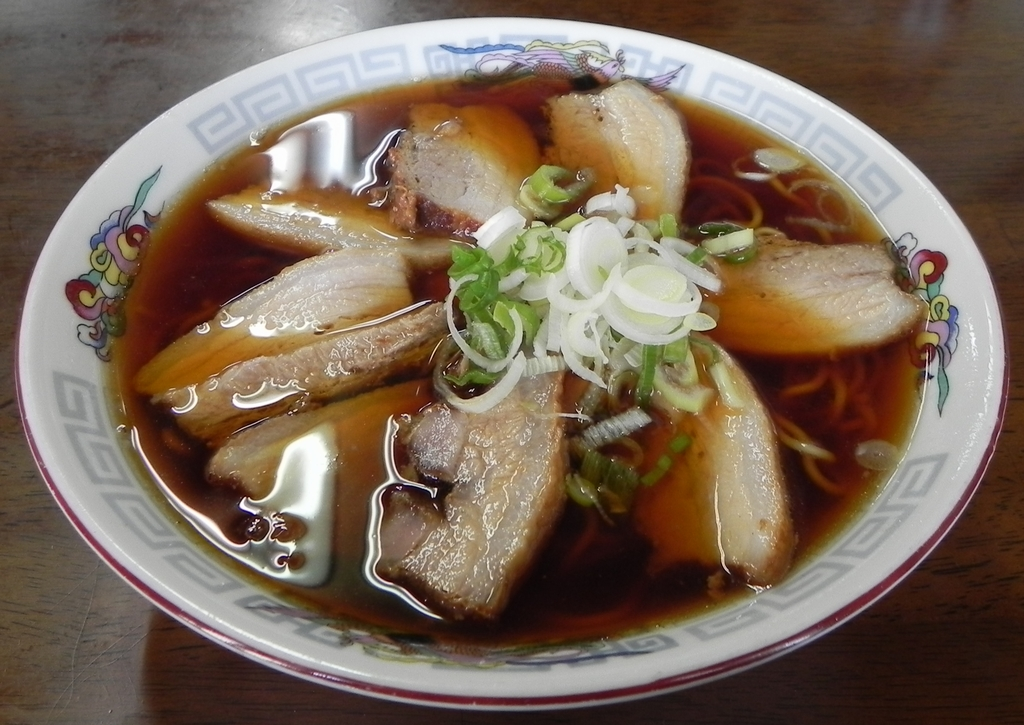
Chāshū-men

Char siu (chiń. upr. 叉烧; chiń. trad. 叉燒; pinyin chāshāo; jyutping caa1 siu1) – kantoński sposób przyrządzania pieczonego mięsa.
Znaki chińskie znaczą dosłownie „widelec” i „piec”. Nazwa wzięła się od długich widelców, na które nabijane są wąskie paski wieprzowiny. Mięso uprzednio marynuje się w mieszaninie miodu, sosu sojowego, sosu hoisin, przyprawie pięciu smaków oraz wina ryżowego huangjiu. Marynata nadaje mięsu ciemnoczerwony kolor. Tradycyjnie char siu spożywa się z ryżem cha siu fan, makaronem cha siu mein lub w specjalnych bułeczkach zwanych cha siu baau.
Danie to jest popularne również w innych krajach południowo-wschodniej Azji oraz na Hawajach.
W Japonii jest to chāshū, także chāshū-rāmen lub chāshū-men (plastry pieczonej wieprzowiny podawane w misce z makaronem rāmen).